# Tatamkhulu Afrika
Ismail Joubert, né le 7 décembre 1920 et mort le 23 décembre 2002, dit Tatamkhulu Afrika (ce qui veut dire Grand-père Afrique en xhosa), est un poète et écrivain sud-africain. 

## Biographie
Tatamkhulu Afrika est né Mogamed Fu’ad Nasif en Égypte, d’un père égyptien et d’une mère turque. Il arrive en Afrique du Sud en bas âge. Ses deux parents sont morts de la grippe et il a été élevé par des amis de la famille sous le nom de John Carlton.
Il combat pendant la Seconde Guerre mondiale durant la campagne nord-africaine et fut capturé à Tobrouk en 1942. Ses expériences en tant que prisonnier de guerre occupent une place importante dans ses écrits. Après la Seconde Guerre mondiale, il quitte sa famille d’accueil et se rend en Namibie (alors Sud-Ouest africain) où il est élevé par une famille afrikaner, prenant ainsi son troisième nom légal de Jozua Joubert. 
En 1964, il se convertit à l’islam et son nom est à nouveau changé en Ismail Joubert. Il vivait alors dans le district 6 de la ville du Cap, une communauté mixte du centre-ville. Le district 6 fut déclaré zone réservée aux Blancs dans les années 1960, et la communauté fut détruite. Avec un père arabe et une mère turque, Tatamkhulu Afrika aurait pu être classé comme "blanc", mais il s'y refuse par principe. Il fonde Al-Jihaad pour s’opposer à la destruction du District Six et à l’apartheid en général. Plus tard, il est affilié à la branche armée du Congrès national africain, Umkhonto we Sizwe, où il reçoit le nom d'hommage de Tatamkhulu Afrika qu’il adoptera jusqu’à sa mort.
En 1987, il est arrêté pour terrorisme et interdit de parler ou d’écrire en public pendant cinq ans, bien qu’il ait continué à écrire sous le nom de Tatamkhulu Afrika. Il fut emprisonné dans la même prison que Nelson Mandela et fut libéré en 1992.
Son premier roman, Broken Earth fut publié quand il avait dix-sept ans (sous son "nom méthodiste"), mais il a fallu plus de cinquante ans pour voir une nouvelle publication sous forme d'un recueil de vers intitulé Nine Lives.
Il remporte de nombreux prix littéraires, dont le prix Molteno pour services rendus à la littérature sud-africaine, et, en 1996, ses œuvres furent traduites en français. 
Tatamkulu Afrika meurt le 23 décembre 2002, peu après son 82e anniversaire, des suites de ses blessures subies alors qu’il avait été renversé par une voiture deux semaines auparavant, et ce juste après la publication de son dernier roman, Bitter Eden. Il a laissé derrière lui un certain nombre d’œuvres non publiées, dont son autobiographie, deux romans, quatre nouvelles, deux pièces de théâtre et de la poésie. Son autobiographie, Mr Chameleon, fut finalement publiée à titre posthume en 2005.

## Œuvres

### Poésie
- Nine Lives  (Carrefour/Hippogriff, 1991)
- Dark Rider (Snailpress/Mayibuye 1993)
- Maqabane (Mayibuye Books, 1994)
- Flesh and the Flame (Silk Road, 1995)
- The Lemon Tree (Snailpress, 1995)
- Turning Points (Mayibuye, 1996)
- The Angel and Other Poems (Carapace, 1999)
- Mad Old Man Under the Morning Star (Snailpress, 2000)
- Au Ceux (French translations) (Editions Creathis l'école des filles, 2000)
- Nothing's Changed (2002)

### Romans
- Broken earth (1940)
- The Innocents (1994)
- Tightrope (1996)
- Bitter Eden (Arcadia Books, 2002)
- Mr Chameleon: An Authobiography (Jacana Media, 2005)

## Prix et récompenses
- Prix Lambda Literary pour Bitter Eden.